# Exacum conglomeratum
Exacum conglomeratum är en gentianaväxtart som beskrevs av J. Klackenberg. Exacum conglomeratum ingår i släktet Exacum och familjen gentianaväxter. Inga underarter finns listade i Catalogue of Life.